# Lumen Technologies
Lumen Technologies (anteriormente CenturyLink) es una compañía de telecomunicaciones estadounidense con sede en Monroe, Louisiana. Es miembro de S&P 500 y Fortune 500.  En Latinoamérica se encuentra en 10 países. Sus servicios de comunicaciones incluyen telefonía local y de larga distancia, internet, redes privadas, transmisión de datos. La compañía posee una red Tier 1 de alcance mundial y provee transporte de datos, voz e IP a proveedores de servicios de internet.
Desde agosto de 2022, Lumen pasa a ser Cirion Technologies en Latinoamérica tras la venta de sus operaciones.